# Carl Bieri

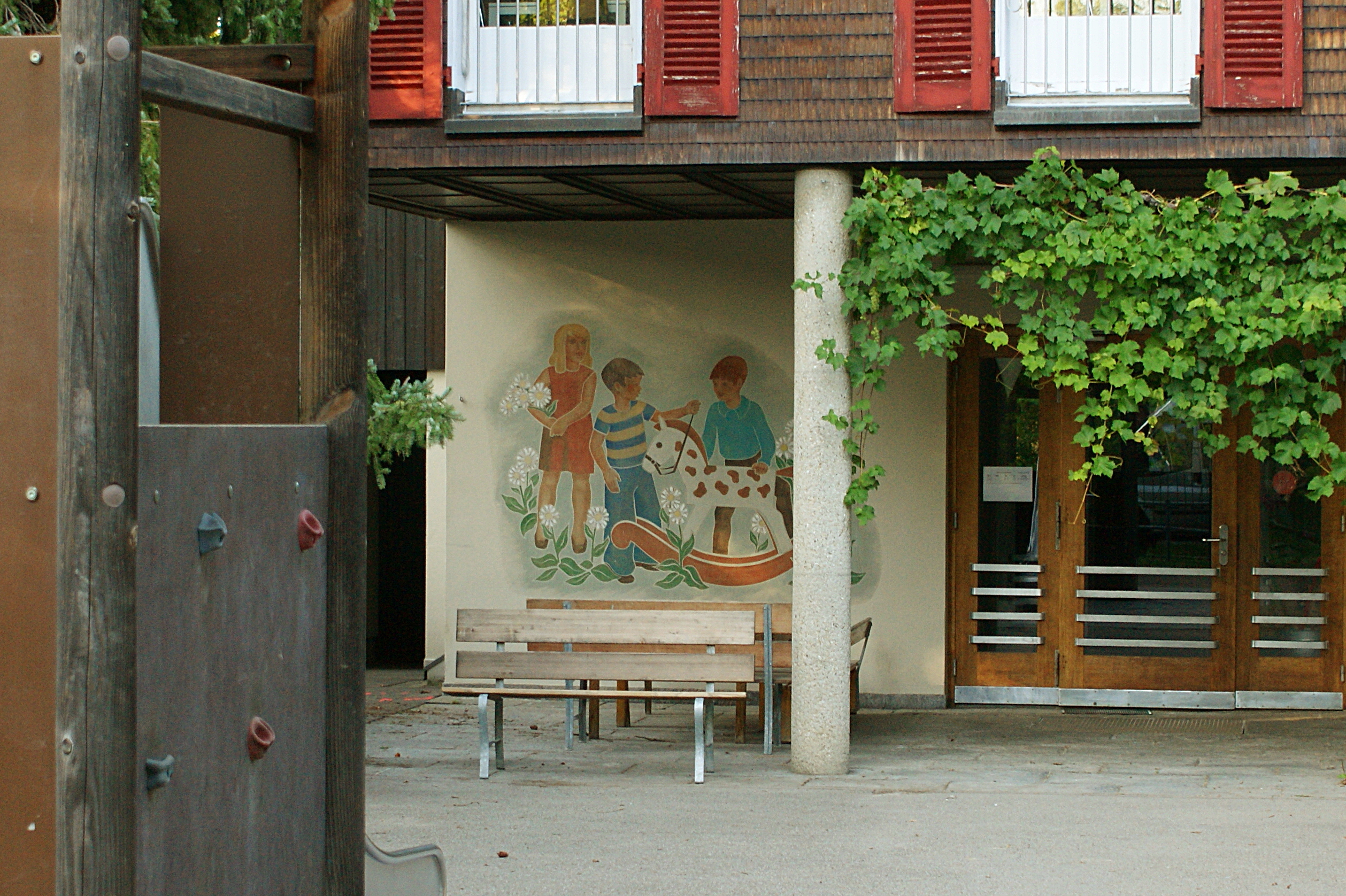
Spielende Kinder, Wandmalerei von Carl Bieri (1940)

Carl Bieri (* 17. Oktober 1894 in Bern; † 18. Februar 1962 ebenda) von Schangnau war ein Schweizer Maler und Illustrator.
Bieri schuf Wandmalereien und Tapisserien für öffentliche Gebäude in Bern, Schulwandbilder und Illustrationen für Bücher. Er bewohnte von 1919 bis 1962 das unterste Haus am Klapperläubli (Nydeggstalden 32) in Bern.
Der Nachlass des Künstlers befindet sich in Privatbesitz.